# Лугалькисальси
Лугалькисальси — правитель единого Уро-Урукского государства времени РДIIIb, из II династии Урука.
Сын и наследник Лугалькингенешдуду. Носил титулы «лугаль Урука» и «лугаль Ура». Упоминается в «Царском списке»; сохранились скульптурные изображения и собственные надписи этого правителя. Из сыновей Лугалькисальси в источниках упоминаются Мегиримта и Лубараси. В источниках упоминается и внук Лугалькисальси, сын Лубараси Ди-Уту (Салах). Последующие правители II династии Урука неизвестны.